# Ningdu
Ningdu, tidigare romaniserat Ningtu, är ett härad som lyder under Ganzhous stad på prefekturnivå i Jiangxi-provinsen i sydöstra Kina.
Under första hälften av 1930-talet var Ningdu bland de härad som kontrollerades av den Kinesiska sovjetrepubliken. Häradet är bland annat känd för en konferens som kommunistledningen höll i oktober 1932 i Banshans förfädershall (榜山祠) i byn Xiaoyuan (小源) efter det att Röda armén lyckats driva tillbaka den Nationella revolutionära arméns inringningskampanj tidigare samma år. Under konferensen förlorade Mao Zedong sin ledande ställning i som överkommissarie över Röda armén och ersattes med Zhou Enlai.